# 水沼宏太
水沼宏太（1990年2月22日—），日本足球運動員，日本國家足球隊成員，司職中場，現效力日職球隊橫濱水手。他曾代表日本U23隊參加2010年亞洲運動會，結果獲得金牌。

## 俱樂部生涯
水沼宏太正是出生一个足球名将家庭，1990年出生的他在小学二年级就开始参加足球训练，在少年时代水沼宏太就加入横滨水手的青训系统。
2007年就迎来了他的日职联赛首秀。在随后的两年，水沼宏太作为横滨水手的重点培养球员之一，获得不少出场机会，也被多次招入日本各级青年队，但为了更多出场机会，在2010年开始了外租生涯，并且凭借他在日乙球队栃木SC出色表现，还获得罗马尼亚球队克卢日大学足球俱乐部的关注。
在转会谈判失败后的水沼宏太也无意回到横滨水手，他来到鸟栖砂岩效力，随后在FC东京效力期间更是曾在亚冠淘汰赛中攻入两球，帮助球队主场击败上海上港，在2017年天皇杯决赛上更是打入制胜进球，帮助大阪樱花夺得队史首座天皇杯冠军。

## 外部連結
- 水沼宏太 – FIFA國際賽競賽紀錄 (存檔)
- 日本職業足球聯賽中的水沼宏太 （日語）
- Profile at Cerezo Osaka